# Correanemertes polyophthalma
Correanemertes polyophthalma är en djurart som tillhör fylumet slemmaskar, och som beskrevs av Gibson och Scott D. Sundberg 200. Correanemertes polyophthalma ingår i släktet Correanemertes och familjen Amphiporidae. Inga underarter finns listade i Catalogue of Life.